# أتيلا باومغارتنر
أتيلا باومغارتنر (بالمجرية: Baumgartner Attila)‏ (13 يونيو 1977 في المجر - ) هو لاعب كرة قدم مجري في مركز الوسط. شارك مع منتخب المجر تحت 21 سنة لكرة القدم. أما مع النوادي، فقد لعب مع غيور تورنا أوزتالي وزومباثلي هالاداس ‏ وGyirmót FC Győr ‏ وDAC Nádorváros ‏ ونادي بيتش ‏ وFC Sopron ‏.